# Equació de flux Goldman–Hodgkin–Katz

La membrana cel·lular, també anomenada membrana plasmàtica o plasmalema, és una bicapa lipídica semipermeable comuna a totes les cèl·lules vives. Conté una varietat de molècules biològiques, principalment proteïnes i lípids, que estan implicades en una àmplia gamma de processos cel·lulars. També serveix com a punt d'unió tant per al citoesquelet intracel·lular com, si està present, per a la paret cel·lular.

L'equació de flux Goldman–Hodgkin–Katz (o equació de flux GHK o equació de densitat de corrent GHK) descriu el flux iònic a través d'una membrana cel·lular en funció del potencial transmembrana i de les concentracions de l'ió dins i fora de la cèl·lula. Com que tant el voltatge com els gradients de concentració influeixen en el moviment dels ions, aquest procés és una versió simplificada de l'electrodifusió. L'equació de Nernst-Planck defineix l'electrodifusió amb més precisió i l'equació de flux de GHK és una solució a l'equació de Nernst-Planck amb els supòsits que s'enumeren a continuació.

## Origen
El nord-americà David E. Goldman de la Universitat de Colúmbia i els premis Nobel anglesos Alan Lloyd Hodgkin i Bernard Katz van derivar aquesta equació.

## Introducció
L'equació de voltatge de Goldman-Hodgkin-Katz (GHK) s'utilitza en la fisiologia de la membrana cel·lular per determinar el potencial a través de la membrana d'una cèl·lula tenint en compte tots els ions que hi són permeable a través d'aquesta membrana. L'equació GHK és una variació de l'equació de Nernst. L'equació de Nernst pot essencialment calcular el potencial de membrana d'una cèl·lula quan només un ió és permeable, sempre que es coneguin les concentracions d'aquest ió tant dins com fora de la cèl·lula. L'equació de Nernst no pot, tanmateix, tractar amb cèl·lules que tenen permeabilitat a més d'un ió. L'equació de voltatge GHK és no exacte i fa suposicions pel que fa al mecanisme de difusió, que influeix el resultat final.

## Hipòtesis
Es fan diverses hipòtesis per obtenir l'equació de flux de GHK (Hille 2001, p. 445) :
- La membrana és una substància homogènia
- El camp elèctric és constant de manera que el potencial transmembrana varia linealment a través de la membrana
- Els ions accedeixen instantàniament a la membrana des de les solucions intracel·lulars i extracel·lulars
- Els ions permeants no interaccionen
- El moviment dels ions es veu afectat tant per les diferències de concentració com de tensió[4]

## Equació
L'equació de flux GHK per a un ió S (Hille 2001, p. 445):
{\displaystyle \Phi _{S}=P_{S}z_{S}^{2}{\frac {V_{m}F^{2}}{RT}}{\frac {[{\mbox{S}}]_{i}-[{\mbox{S}}]_{o}\exp(-z_{S}V_{m}F/RT)}{1-\exp(-z_{S}V_{m}F/RT)}}}
on
- S és la densitat de corrent (flux) cap a l'exterior a través de la membrana transportada per l'ió S, mesurada en amperes per metre quadrat (A·m −2 )
- PS és la permeabilitat de la membrana per a l'ió S mesurada en m·s-1
- zS és la valència de l'ió S
- Vm és el potencial transmembrana en volts
- F és la constant de Faraday, igual a 96.485 C·mol−1 o J·V−1 ·mol−1
- R és la constant de gas, igual a 8,314 J·K−1 ·mol−1
- T és la temperatura absoluta, mesurada en kelvins (= graus Celsius + 273,15)
- [S] i és la concentració intracel·lular de l'ió S, mesurada en mol·m-3 o mmol·l-1
- [S] o és la concentració extracel·lular de l'ió S, mesurada en mol·m-3